# Loka Jaya
Loka Jaya is een bestuurslaag in het regentschap Musi Banyuasin van de provincie Zuid-Sumatra, Indonesië. Loka Jaya telt 1591 inwoners (volkstelling 2010).